# Jiangxi
Il  (江西省S, Jiāngxī ShěngP) è una provincia meridionale della Repubblica Popolare Cinese, che si stende dalle rive del Fiume Azzurro (Yangtze) a nord fino a delle zone collinose al sud.
Il nome della provincia non significa "a ovest del Fiume Azzurro" come implicherebbero in maniera letterale i caratteri cinesi del nome, ma esso deriva da "Jiangnan Xi" (江南西; "Ovest di Jiangnan", o più letteralmente, "l'ovest del sud del Fiume Azzurro"). Il nome fu coniato quando il circuito del Jiangnan ("sud del Fiume Azzurro") fu diviso in una parte orientale e una occidentale durante la dinastia Tang.
Il Jiangxi confina a nord con l'Anhui, a nordest con lo Zhejiang, a est con il Fujian, a sud col Guangdong, a ovest con lo Hunan e a nordovest con lo Hubei.
La maggiore autorità politica locale è il Parlamento provinciale del Jiangxi.

## Amministrazione
Mappa della suddivisione amministrativa della provincia del Jiangxi
| Mappa | #          | Nome     | Hanzi          | Hanyu Pinyin           | Amministrazione |
| ----- | ---------- | -------- | -------------- | ---------------------- | --------------- |
|       |            |          |                |                        |                 |
| 1     | Nanchang   | 南昌市   | Nánchāng Shì   | Distretto di Donghu    |                 |
| 2     | Fuzhou     | 抚州市   | Fǔzhōu Shì     | Distretto di Linchuan  |                 |
| 3     | Ganzhou    | 赣州市   | Gànzhōu Shì    | Distretto di Zhanggong |                 |
| 4     | Ji'an      | 吉安市   | Jí'ān Shì      | Distretto di Jizhou    |                 |
| 5     | Jingdezhen | 景德镇市 | Jǐngdézhèn Shì | Distretto di Zhushan   |                 |
| 6     | Jiujiang   | 九江市   | Jiǔjiāng Shì   | Distretto di Xunyang   |                 |
| 7     | Pingxiang  | 萍乡市   | Píngxiāng Shì  | Distretto di Anyuan    |                 |
| 8     | Shangrao   | 上饶市   | Shàngráo Shì   | Distretto di Xinzhou   |                 |
| 9     | Xinyu      | 新余市   | Xīnyú Shì      | Distretto di Yushui    |                 |
| 10    | Yichun     | 宜春市   | Yíchūn Shì     | Distretto di Yuanzhou  |                 |
| 11    | Yingtan    | 鹰潭市   | Yīngtán Shì    | Distretto di Yuehu     |                 |